# Louis-Joseph-Marie Auneau
Louis-Joseph-Marie Auneau SMM (* 11. Februar 1876 in Mésanger, Département Loire-inférieure; † 5. November 1959) war ein französischer römisch-katholischer Ordensgeistlicher und Apostolischer Vikar von Shiré.

## Leben
Louis-Joseph-Marie Auneau trat der Ordensgemeinschaft der Montfortaner bei und empfing am 15. Juli 1900 das Sakrament der Priesterweihe.
Am 9. Mai 1910 ernannte ihn Papst Pius X. zum Titularbischof von Cerasus und zum Apostolischen Vikar von Shiré. Der Apostolische Vikar von Nyassa, Charles-François Turinaz MAfr, spendete ihm am 1. November desselben Jahres die Bischofsweihe.
Papst Pius XII. nahm am 25. Dezember 1949 das von Louis-Joseph-Marie Auneau vorgebrachte Rücktrittsgesuch an.